# Кастелветере ин Вал Форторе
Кастелвѐтере ин Вал Форто̀ре (на италиански: Castelvetere in Val Fortore) е село и община в Южна Италия, провинция Беневенто, регион Кампания. Разположено е на 706 m надморска височина. Населението на общината е 1442 души (към 2010 г.).